# The Doors (musikalbum)
The Doors är den amerikanska musikgruppen The Doors självbetitlade debutalbum, utgivet i januari 1967. Det var dock först i september samma år som albumet uppmärksammades på allvar då det nådde andraplatsen på Billboard 200-listan i USA.
Första singeln från albumet var den inledande "Break On Through (To the Other Side)". Låten bubblade under Billboard Hot 100, men blev ingen större hit. Den följdes av gruppens andra singel och genombrott, "Light My Fire". Låten blev Billboard-etta, och nådde även listplacering i Storbritannien (#49) På albumet finns hela inspelningen av låten med förlängda solon av Ray Manzarek och Robbie Krieger som inte fanns på den mycket kortare singelversionen. Den sista låten, "The End", är ett långt psykedeliskt jam som har kommit att bli klassiskt. Vissa sektioner av låtens text blev dock ursprungligen censurerad. "The End" blev senare också känd för att den fanns med i filmen Apocalypse Now 1979. "Alabama Song (Whisky Bar)" är hämtad från operan Staden Mahagonnys uppgång och fall av Bertolt Brecht och Kurt Weill, medan "Back Door Man" är en Howlin' Wolf-cover, skriven av Willie Dixon.

## Kuriosa
2008 gjordes en dokumentär om inspelningen av albumet i serien Classic Albums.

## Låtlista
Om inte annat anges är låtarna skrivna av The Doors.
Sida ett
1. "Break On Through (To the Other Side)" - 2:30
2. "Soul Kitchen" - 3:35
3. "The Crystal Ship" - 2:34
4. "Twentieth Century Fox" - 2:33
5. "Alabama Song (Whisky Bar)" (Bertolt Brecht/Kurt Weill) - 3:20
6. "Light My Fire" - 7:08

Sida två
1. "Back Door Man" (Willie Dixon) - 3:34
2. "I Looked at You" - 2:22
3. "End of the Night" - 2:52
4. "Take It as It Comes" - 2:17
5. "The End" - 11:43

## Medverkande
- Jim Morrison: Sång, munspel
- Robbie Krieger: Gitarr
- Ray Manzarek: Piano, orgel, keyboard, bas
- John Densmore: Trummor
- Larry Knechtel: Bas

## Övriga medverkande
- Bruce Botnick: Inspelningstekniker
- Guy Webster: Omslagsfoto framsida
- Joel Brodsky: Omslagsfoto baksida
- William S.Harvey: Omslagskoncept

## Listplaceringar
- Billboard 200, USA: #2[3]